# 魔法×戰士 魔力純心！
《魔法×戰士 魔力純心！》（日语：魔法×戦士 マジマジョピュアーズ！）是於東京電視網播出的少女向特攝電視劇，為《女孩×戰士系列》的第2作。

## 概要
主演們是從2017年夏天舉行的「TVドラマガールズオーディション」海選中選拔出的女孩子擔任。
2018年1月30日，三好佑季、隅谷百花和鶴屋美咲3個主演演員、第1話的嘉賓—南明奈、飾演其中一個反派的栗原類和三池崇史導演出席製作記者發表會。
初期導演繼續由前作「偶像×戰士 奇蹟之音！」的總導演三池崇史擔任。於同作擔任導演的横井健司轉為擔任主導演，山本英之代替山口義高初次擔任主導演。
劇中的舞蹈監修由EXPG擔任。
對應網絡局實施的資料廣播，實行了於魔法場景可利用多美發售的「(日语：マジョカルミナ)」累積積分換領禮物的企劃。

## 故事簡介
初中入學典禮那天，被不思議的力引導，成為魔法戰士魔力純心！一員的萌萌果。和夥伴們使用魔法戰鬥，對抗奪走人們的夢想的邪魔界！

## 登場人物

### 魔力純心
愛乃萌萌果（Aino Momoka）：三好佑季
形象顏色：   粉紅色
心之魔法戰士
7月22日生，本作主角，夢之風中學一年級的學生。是個個性開朗元氣的少女。口頭禪是「這可真是魔法！」。
因受到作為新聞記者的父親影響，而進入了新聞部。完全不擅長學習。
以入學典禮那天目擊的凜和美月的戰鬥和魔可喵的邂逅為契機，變身成為心之魔法戰士和邪魔界展開鬥爭。
故事中期，接受了邪魔彦偽裝為真加部正彦傳達的好意，而被其奪去魔鏡變妝盒。途中，因無法變身，而被尤莉婭幫助取回魔鏡變妝盒。繼續稱呼脫去偽裝暴露了身份的邪魔彦為「正彦學長」，沒有徹底打敗他，而是固執地想淨化他。之後，獲得皇家魔式後，成功將他淨化。
第39話，母親・梨梨花因曾經身為魔法戰士的事而不安，被魔可喵鼓勵而回復了冷靜。決定要為身為魔法的戰士的女兒而感到自豪。
打倒邪魔大帝後，於結局成為魔鏡公主。
本來公主需要留守於魔法界，和家人和夥伴分離，不過萌萌果為了實現自己的夢想，決定成為一個能夠在人間界和魔法界來去自如的特別的公主。
專屬寶石為「心之紅寶石」。
個人必殺技：愛心滿滿可愛派對
白雪凜（Shirayuki Rin）：隅谷百花（幼少期：飯尾夢奏）
形象顏色：  藍色
冰之魔法戰士
成績優異。口頭禪是「這真是謎。」。
出身於魔法界，比萌萌果先作為魔法戰士活動。
對待萌萌果等親近的人都會使用敬語。平時會說標準語，但是心情高漲時會有關西口音。
和美月相反，不擅長運動，本人的藉口是魔法使也有擅手不擅長的事。對待炎熱非常弱。
對足球部所屬前輩和學生會長的小池輝樹抱有好感。還是漫畫家・小田原瑪琳的粉絲，和她相遇一事令凜決定成為魔法界的漫畫家，但本人的漫畫技術令萌萌果和美月也苦笑不已。
經受過放棄之界的考驗後，獲得知性之証
專屬寶石為「冰之藍寶石」。
個人必殺技：冰凍冷酷雪花噴霧
花守美月（Hanamori Mitsuki）：鶴屋美咲（幼少期：羽鳥心彩）
形象顏色：  黄色
花之魔法戰士
運動神經超群的少女。口頭禪是「Happy花丸！」。
同樣出身於魔法界，比萌萌果先作為魔法戰士活動
於夢之風中學中，雖因體育考試成績優異而被多個運動部邀請入部，但是早已加入網球部。魔力純心以外，和中原萌和平野菜菜美都是好朋友，兩人曾經組隊參加校內跳舞大賽。
只要是花，就算是結果之前的狀態，都能辨認出植物的名稱。
有害怕鬼怪的一面。
經受過放棄之界的考驗後，獲得勇氣之証
專屬寶石為「花之黃水晶」。
個人必殺技：繁花盛開狂歡節
星奈汐里（Hoshina Shiori）：小川桜花
形象顏色：  紫色
星月之魔法戰士
喜歡時尚的少女。
比凜和美月先作為魔法戰士活動。潛入邪魔界時，夥伴的啦啦喵被囚禁，自身也被黑暗力量操控。第8話初登場時成為邪魔界的魔法戰士後，被給予比邪魔彦更強的力量和萌萌果等人戰鬥，3人被強大的魔力壓倒，對萌萌果挺身而出的行動動搖，最後被淨化作為第4個魔法戰士加入魔力純心。和萌萌果等人一起於夢之風中學上學。
討厭胡蘿蔔
經受過放棄之界的考驗後，獲得友情之証
專屬寶石為「星之紫水晶」。
個人必殺技：星雲宇宙光束
虹色尤莉婭（Nijiiro Yuria）：増田來亜
形象顏色：        彩虹色（ 白色）
獨角獸精靈・彩虹之魔法戰士
擅長能夠阻擋對方攻擊的防禦魔法，一次可以使用兩個魔鏡寶石。
第23集的結尾中初登場，一開始暗地裏支援萌萌果和汐里，第26話結尾於4人的面前現出真身。最初對會萌萌果嚴厲，但漸漸認同萌萌果所擁有的心之紅寶石力量。
想保護夥伴和人們的夢想的心情比正常人強烈，雖然會覺得最強的自己無法保護到夥伴，但4人被囚禁於放棄之界之際，學會相信夥伴。擁有能分辨人類和魔法戰士氣息的敏銳嗅覺，察覺到邪魔彦的母親是人類和萌萌果的母親曾經身為魔法戰士。
對於人間的知識生疏，不知道萬聖節和聖誕老人。長期保持冷靜沉着的表情，但於萬聖節派對是裝扮成保齡球瓶，也有笨笨的一面。因為沒有喜歡的事物而感到煩惱，第41集中喜歡上了拉麵。
最終決戰後留在人界，和凜、美月、汐里一起於夢之風中學上學。
專屬寶石為「彩虹鑽石」。
個人必殺技：彩虹奶糖幻想

### 魔法純心有關
提婭拉（Tiara）：篠田麻里子
珠寶店的店長。
第1集開頭，有描寫和魔可喵一起觀望人界的樣子。當時頭帶黑色尖帽和身穿黑裙，像魔女一樣。
把魔鏡變妝盒交給了來訪珠寶店的萌萌果。
對魔力純心給予大量支持。
其實是像個連結魔法界和人類世界的管理員角色。因為無法離開珠寶店，所以頻繁地在購物網站Hayaizon網購。
物語結尾中，在魔法界的會議上推薦萌萌果為魔鏡公主。為了令萌萌果有決心，時常對她嚴厲。
魔鏡盛典中，授予萌萌果皇冠。

### 魔法界
魔可喵（Mokonyan）配音：安藤櫻
萌萌果、凜、美月和汐里的夥伴。外表為粉紅色貓咪的妖精。口頭禪為「喵」。喜歡魔力牛奶。
第1話開頭，幫提婭拉引導萌萌果進入珠寶店，製造萌萌果成為魔法戰士的契機
啦啦喵（Raranyan）配音：岡村泉
萌萌果和汐里的夥伴。外表為紫色貓咪的妖精。
曾經和汐里潛入邪魔界而被囚禁。因汐里被淨化而被解放，回到汐里的身邊。

### 邪魔界
邪魔男爵→邪魔大帝（Jama danshaku→jama taitei）：遠藤憲一
邪魔界的首領。奪去魔法界守護的魔鏡寶石，率領手下·邪魔邪魔團的3人去妨礙擁有夢想的人們。
邪魔邪魔團的失敗持續後，決定自己和魔力純心的3人對決。帶著兒子開發的秘密武器，可以令魔力純心的必殺技無效的「放棄雷霆火箭炮」。雖然有優勢，但因火箭炮上做了手腳而自滅，一時處於困境。
當邪魔彦和祖魔相繼回到邪魔界時，自己找到巨大放棄之石，作為邪魔大帝復活。
於魔法界等候魔力純心，增加4個分身而令除了萌萌果以外的4人不能夠戰鬥。
更逼到萌萌果走無可走，因邪魔彦的增援而逆轉形勢。之後，萌萌果強力的淨化回復了4人的行動，對上成員齊全的魔力純心而敗北，被淨化後失去蹤影。
邪魔彦/真加部正彦（Jama Hiko/Makabe Masahiko）：細田佳央太 （幼少期：潤浩）
邪魔男爵的兒子。
把秘密武器「放棄雷霆火箭炮」交給與魔力純心對決臨近的父親，其實偷偷在武器上做了手腳，促使父親敗北。
父親敗北後，成為司令官。雖然指示了汐里將人們變成棄夢者，但是之後因汐里變心，加入了魔力純心而開始個人行動。
偽裝成為人類，用真加部正彦的名字作為轉校生潛入夢之風中學。更接近萌萌果，將其魔鏡變妝盒奪去。但是當聽到「謝謝」後，停止不了打嗝而被汐里察覺到真身。
第28集，和魔力純心直接對決。因無法突破尤莉婭的防禦魔法而陷入劣勢。最後因萌萌果生出戒備心而逃走。
第29集，將尤莉婭以外的魔力純心囚禁於放棄之界，親身接觸萌萌果，令萌萌果糾結是否要消除自己，無意中引導出心之紅寶石的覺醒，允許了尤莉婭侵入放棄之界。
第33集，於與魔力純心的對決中，被尤莉婭判斷為人類之間生出的小孩。但是，此事對於邪魔彦是個心理創傷，回想起後開始暴走。為了避免自爆，魔力純心使用皇家魔式將其淨化。
之後行蹤不明，但其實性命並無大礙。出現於萌萌果和邪魔大帝的最終決戰場，給予萌萌果支援。
祖魔（Guran ma）：森公美子
邪魔男爵的母親，邪魔彦的祖母。口頭禪是「〜邪魔嘶」。
第34集，接手邪魔邪魔團的指揮。
溺愛孫子的邪魔彦，因他被擊倒而傷心。一方面，稱呼邪魔男爵為笨蛋兒子。對待魔力純心一直都十分憤怒。
雖然用自己的魔力創造了能將散播夢想的人類變成特殊棄夢者的放棄帽子，但仍然繼續失敗。
第38集，終於在魔力純心面前現身。
雖然壓倒了魔力純心的皇家魔式，但在對決的途中，遇上了因參加聖誕派對的孩子們的純心而出現的聖誕老人，竟直接跟隨聖誕老人去旅行了。
是唯一沒有被魔力純心淨化的反派。
無理太郎（Muri Tarou）：栗原類
邪魔邪魔團成員。
身穿黑色夾克，頭綁馬尾的男士。象徵動物是兔子。
曾經和拍檔稻葉一起組成搞笑組合「巴尼斯」，實現夢想。但在重要的演出日，目擊了稻葉大聲責罵工作人員而驚慌逃跑，絕望地加入了邪魔邪魔團。
在和魔力純心的對決中，被帶到過去。知道了稻葉的拍擋只有自己一個而被淨化。
最後收到永不放棄之石，和稻葉再次組成搞笑組合。
無用子（Mudako）：三木アコスヤ
邪魔邪魔團唯一一個女成員。
說近畿方言，穿着紅色襯衫的爆炸頭女士。象徵動物是熊。
中學畢業典禮那天，和好朋友信子約定了1年後要去打開時間膠囊，但信子因父親的工作而移居海外，而時間膠囊也行蹤不明，絶望地加入了邪魔邪魔團。
在與汐里的對決中，知道真相而且被淨化了。之後，在汐里那裏收到永不放棄之石，達成和信子再會的夢想。
無望之丞（Damenojou）：藤木修
邪魔邪魔團成員。
頭帶青蛙形狀帽子，身穿白色大衣的男士。象徵是青蛙。
曾經作為巧克力糕點師工作，但被前輩說不適合做巧克力糕點師。絶望地加入了邪魔邪魔團。
在和萌萌果的對決中，知道了前輩現在仍在為自己應援後，被淨化。
之後，在萌萌果那裏收到了永不放棄之石，回到前輩身邊，再次向巧克力糕點師邁進。

### 鎮上的人們

#### 愛乃家
愛乃梨梨花（Aino Ririka）：佐藤江梨子
萌萌果的母親。
第37集，揭開了自己曾身為魔法戰士的過去，其實由知道萌萌果成為魔法戰士之後，一直暗地裏守護她。
魔法戰士和人類結婚的代價是失去魔力，現在已經不能夠再使用魔法。
愛乃誠（Aino Makoto）：中山祐一朗
萌萌果的父親。
職業是新聞記者。
愛乃純戀（Aino Sumire）：吉澤梨里花
萌萌果的妺妹。

#### 夢之風中學
大町秀雄（Oomachi Hideo）：渡辺裕太
萌萌果等人的班級・1年B組的班主任。
第44集，被偽裝成新老師的邪魔邪魔團3人變成棄夢者。
小田原凱鬥（Odahara Kaito）：下川恭平
萌萌果等人的同學。母親是漫畫家・小田原瑪琳。
遺傳到母親的繪畫天份，獲選為市制美術展的最優秀賞。
對凜有好意，嘗試過接近她，但都失敗。第42集，成功和凜一起畫漫畫。
中原萌（Nakahara Moe）：荒川ひなた
萌萌果等人的同學。
擅長芭蕾，曾和美月一起參加校內的跳舞大會。
平野菜菜美（Hirano Nanami）：松澤可苑
萌萌果等人的同學。
美月的舞蹈隊成員，曾經覺得自己在拖隊伍後腿，所以想過退出，但最後轉念參加了校內的跳舞大會。
小池輝樹（Koike Teruki）：高橋楓翔
足球部成員。
第2集，被無用子變成了棄夢者。
第7集，當選學生會長。

## 魔力純心！的設定
萌萌果、凜、美月和汐里利用魔法界的妖精魔可喵和啦啦喵的力量變身成為魔法戰士「魔力純心」，而尤莉婭則利用自身獨角獸的力量變身成為魔法戰士「魔力純心」。5人使用「魔鏡變妝盒」、「魔鏡調色盤」和「彩虹魔光杖」叫喊出「魔鏡世界開啟！」和「魔鏡變裝魔力！」，令「魔鏡變妝盒」「魔鏡調色盤」「彩虹魔光杖」映出變身用的寶石「魔鏡寶石」後，叫喊出「魔鏡舞台開啟！」開始根據尤莉婭、汐里、凜、美月和萌萌果的次序變身。變身後，全員會叫喊出「魔法×戰士 魔力純心！用閃耀的魔法來淨化！！」。

### 關連道具
魔鏡變妝盒
萌萌果、凜、美月所使用的化妝盒型變身道具。
魔光杖
指揮杖型的武器道具。
魔鏡調色盤
汐里所使用的手機型變身道具。
彩虹魔光杖
尤利婭所使用的指揮杖型變身・武器道具。擁有魔鏡變妝盒、魔光杖、調色盤三種道具的機能。

### 必殺技
色彩斑斕夢之幻影（萌萌果&凜&美月3人必殺技）
璀璨閃耀夢之銀河（萌萌果&凜&美月&汐里4人必殺技）
極光晨曦夢之革命（萌萌果&凜&美月&汐里&尤利婭5人必殺技）
& 個人必殺技
淨化棄夢者，將放棄之石回復成魔鏡寶石的必殺技。被淨化後的放棄之石會分裂許多小塊，大量的帚（ホーキーズ）會以跳草裙舞的形式清理乾淨。
皇家夢想淨化（皇家魔式專用5人必殺技）
皇家魔式專用5人體制必殺技。把5個人的力量化為立方體，將淨化對象關在裏面而淨化。

## 作中用語
魔鏡寶石
魔法界守護的寶石。
大部份被邪魔男爵奪去，第1話能看到魔法戰士取回魔鏡寶石的過程（美月有確認魔鏡寶石是否裝入專用的箱內）。
寶石都蘊藏不同的魔法力量。
放棄之石
因邪魔男爵的力量而變化的魔鏡寶石。是骷髏頭的形狀。
被此石頭附身的人會變成「棄夢者」，變得放棄自己的夢想。
純心/非純心
所為淨化，是由人們的夢或希望中溢出的力量。
但是，被放棄之石附身就會被奪去全部純心，變成所為非純心的邪惡力量。
放棄之界
邪魔彦產生的世界，通稱「不得不放棄的世界」。
萬聖節那天，在魔力純心一起開萬聖節派對之時，黑色的南瓜突然出現，引導他們來到這個世界。
需要將各個看守人打倒才能逃離。
放棄帽子
因祖魔的魔力而誕生的蝙蝠型帽子。附在拇指上的篇幅能夠自行移動並尋找獵物。
被帶上帽子就會變成比「棄夢者」更強的「特殊棄夢者」，變得可以使用魔法。被施加魔法的人，會被特殊棄夢者的感情支配，一時間會集體暴動起來。
魔鏡盛典
守護魔法界和人間界和平而存在的「魔鏡公主」的誕生儀式。
上一次舉行儀式是在100年前以上。

## 工作人員
- 原作 - 多美、OLM
- 宣傳 - Pucchigumi、幼稚園、めばえ（小學館）
- 企劃 - 中野哲→沢田雅也（多美）、阿比留一彦（電通）、奧野敏聰（OLM）、川崎由紀夫（東京電視台）、久保雅一（小學館）、斎藤清美（ShoPro）、森広貴（LDH JAPAN）
- 專案經理 - 山口朋（多美）、遠藤哲哉（電通）、佐々木礼子
- 原案協力 - 安田隆宏、川上哲二、斉藤直子、丹美和子、冨樫宝子
- 行政製作人 - 鴻巣崇（多美）
- 製作人 - 村松紗也子（東京電視台）、今井陽介（電通）、坂美佐子（OLM）
- 製片人 - 井上文雄、前田茂司、奥野邦洋
- 助理製片人 - 織田恵里、荒木めぐみ、古市直彦、山田唯莉子（東京電視台）、勝山健晴、菅谷尚子、田村絵梨奈
- 顧問 - 横山拓也、亀山公亮、大島満、廣部琢之（東京電視台）、沢辺伸政、山守貴子、木島靖
- 總導演・導演 - 三池崇史
- 導演 - 横井健司、西海謙一郎、倉橋龍介、山本英之、平野勝利
- 概念故事 - 中村雅
- 系列構成・編劇 - 藤平久子
- 編劇 - 松井香奈、青木万央、中園勇也
- 角色顧問 - 前田勇弥
- 舞蹈監修 - expg
- OP・ED演出 - 田所貴司
- 音樂 - 遠藤浩二
- 音樂製作人 - 舩橋宗寛
- 音樂協力 - テレビ東京ミュージック
- 助理導演 - 平野勝利、久保田博紀、原島孝暢
- 攝影 - 北信康（J.S.C.）、松本貴之
- 照明 - 渡部嘉、田中利夫、佐藤宗史
- 美術 - 前田陽
- 錄音 - 治田敏秀
- 剪輯 - 神谷朗
- VFX製片人 - 徳重実
- VFX顧問 - 中島征隆
- 台詞製作人 - 青木智紀
- 演員出演製作人 - 杉野剛
- 制作協力 - 楽映舎
- 製作公司 - OLM TEAM MIIKE
- 製作 - 東京電視台、電通、OLM

## 歌曲

### 主題曲
| 使用   | 曲名                   | 作詞            | 作曲                    | 編曲            | 歌                                  | 使用集數 | 注釋 |
| ------ | ---------------------- | --------------- | ----------------------- | --------------- | ----------------------------------- | -------- | ---- |
| 片頭曲 | 愛について♡            | ジンツチハシ    | ジンツチハシ            | ジンツチハシ    | magical² from マジマジョピュアーズ! | 1 - 26   |      |
| 片頭曲 | ミルミル〜未来ミエル〜 | halmelnuts      | 南田健吾                | 南田健吾        | magical² from マジマジョピュアーズ! | 27 - 51  |      |
| 片尾曲 | 超ラッキー☆            | 杉坂天汰        | 杉坂天汰/ツカダタカシゲ | ツカダタカシゲ  | magical² from マジマジョピュアーズ! | 1 - 14   |      |
| 片尾曲 | 晴れるさ☀︎              | 浦島健太・TETTA | 浦島健太・TETTA         | 浦島健太・TETTA | magical² from マジマジョピュアーズ! | 15 - 26  |      |
| 片尾曲 | OK                     | PA-NON          | 中村僚                  | 島田尚          | magical² from マジマジョピュアーズ! | 27 - 39  |      |
| 片尾曲 | サンキュー             | halmelnuts      | 南田健吾                | 南田健吾        | magical² from マジマジョピュアーズ! | 40 - 51  |      |

### 插曲
| 曲名      | 作詞                        | 作曲                        | 編曲      | 歌                                | 使用集數 | 注釋 |
| --------- | --------------------------- | --------------------------- | --------- | --------------------------------- | -------- | ---- |
| Catch Me! | PENGUINS PROJECT・Ryo-chang | PENGUINS PROJECT・Ryo-chang | CLARABELL | miracle² from ミラクルちゅーんず! | 6        |      |
| JUMP!     | Kyota.                      | Kyota.                      | Kyota.    | miracle² from ミラクルちゅーんず! | 6        |      |

## 播放列表
| 集數   | 劇集標題                                                           | 嘉賓角色                                                   | 棄夢者            | 魔鏡寶石       | 編劇     | 導演              | 播出日期      |
| ------ | ------------------------------------------------------------------ | ---------------------------------------------------------- | ----------------- | -------------- | -------- | ----------------- | ------------- |
| 第1集  | 魔法戦士マジマジョピュアーズ！誕生 魔法戰士魔力純心！誕生          | 南法子（南明奈）                                           | 無理舞首席        | 漂浮黃晶       | 藤平久子 | 三池崇史          | 2018年 4月1日 |
| 第2集  | 魔法レッスンスタート! 魔法課程開始!                                |                                                            | 萎靡不振聯盟選手  | 栩栩如生石榴石 | 藤平久子 | 三池崇史          | 4月8日        |
| 第3集  | まんがの世界がホンモノに!? 漫畫的世界成真了?!                      | 小田原瑪琳（遊井亮子）                                     | 畫不下去啦        | 可愛蛋白石     | 松井香奈 | 横井健司          | 4月15日       |
| 第4集  | ドキドキ！モモカひとりでピュアライズ！ 心跳加速! 萌萌果獨自去淨化! | 櫻田門正義（内野謙太）                                     | 無法無天          | 開口説話石榴石 | 青木万央 | 横井健司          | 4月22日       |
| 第5集  | お花の魔法でハッピー花マル！ 用花之魔法來Happy花丸!                | 鳴門響子（外岡好梨花）                                     | 吹毛求疵          | 加速翡翠       | 青木万央 | 倉橋龍介          | 4月29日       |
| 第6集  | ミラクルミラクルがやって来た！ 奇蹟×奇蹟來了!                      | Miracle² 夢野紗羅（濵尾咲綺）                              | 平庸×平庸         | 變大水藍寶石   | 松井香奈 | 倉橋龍介          | 5月6日        |
| 第7集  | 夢を勝ち取れ!アツ〜い選挙 贏得夢想! 激烈選舉                       | 永田真知子（森七菜）                                       | 滿腹牢騷會長      | 透明紫黃晶     | 松井香奈 | 西海謙一郎        | 5月13日       |
| 第8集  | 邪魔男爵と大決戦！ 與邪魔男爵的大決戰!                             |                                                            |                   |                | 藤平久子 | 西海謙一郎        | 5月20日       |
| 第9集  | 謎の少女 シオリ 神秘少女 汐里                                      | 蓮見薰（小林涼子）                                         | 麻煩極了          | 捧腹大笑碧璽石 | 青木万央 | 山本英之          | 5月27日       |
| 第10集 | 笑って解決!教育実習 笑着解決! 教育實習                             | 佐藤直人（森永悠希）                                       | 無聊至極          | 泡泡水晶       | 青木万央 | 山本英之          | 6月3日        |
| 第11集 | ミツキのスマッシュ！エースをねらえ 美月的扣球! 網球甜心            | 蝶野翠子（白本彩奈）                                       | 絕望夫人          | 噴嚏紫黃晶     | 松井香奈 | 横井健司          | 6月10日       |
| 第12集 | 狙われたハートルビー 被盯上的心之紅寶石                            | 白井奈緒子（智順）                                         | 精疲力盡          | 輕盈輕巧碧璽石 | 松井香奈 | 西海謙一郎        | 6月17日       |
| 第13集 | 新たな魔法戦士登場!? 被盯上的心之紅寶石                            | 九十九勇（鈴之助）                                         | 膽小如鼠          | 拜拜翡翠       | 青木万央 | 山本英之          | 6月24日       |
| 第14集 | スターアンドムーンの魔法戦士 星月之魔法戰士                        |                                                            |                   |                | 藤平久子 | 倉橋龍介          | 7月1日        |
| 第15集 | 謎のイケメン・正彦登場！ 神秘帥哥·正彥登場!                        | 柳瀨毅（駿河太郎）                                         | 自暴自棄          | 心靈感月長石   | 藤平久子 | 倉橋龍介          | 7月8日        |
| 第16集 | シオリ、スーパーモデルに!? 汐裏、要成為模特?!                      | 可基洛（大鶴佐助） 澤登和也（匠）                          | 麻煩化妝師        | 翩翩起舞坦桑石 | 藤平久子 | 倉橋龍介          | 7月15日       |
| 第17集 | モモカ、元気もりもりバースデー！ 萌萌果、精力旺盛的生日會!         | 牛島十吉（村松利史）                                       | 自私自利          | 瞬間移動蛋白石 | 青木万央 | 西海謙一郎        | 7月22日       |
| 第18集 | 夜空の星に夢を乗せて… 讓夜空的星星承載夢想…                        | 國分寺宙太（前田航基）                                     | 難以置信啦        | 晶瑩剔透水晶   | 青木万央 | 西海謙一郎        | 7月29日       |
| 第19集 | ドキドキわくわくアスレチック！ 激動不已心跳萬分的户外運動!         | 壽由依(比嘉梨乃) 小岩稔(南圭介)                            | 心如死灰          | 搞笑碧璽石     | 松井香奈 | 山本英之          | 8月5日        |
| 第20集 | お化けなんて怖くない！？ 鬼怪什麼的才不可怕?!                      | 明智茂（碓井將大） 江十川乱刀（外波山文明）                | 無理小説家        | 變小水藍寶石   | 松井香奈 | 山本英之          | 8月12日       |
| 第21集 | 浴衣でホームパーティー！ 大家一起浴衣派對!                         | 新木美嘉(笹川椛音)                                         | 已經夠了          | 顛倒黃晶       | 中園勇也 | 山本英之          | 8月19日       |
| 第22集 | 忍者のワナにご用心! 忍者的陷阱要當心!                              | 服部一華（花井瑠美）                                       | 不過如此          | 烹飪紫黃晶     | 中園勇也 | 横井健司          | 8月26日       |
| 第23集 | 消えたマジョカポルテ 消失的魔鏡變妝盒                              | 藤間英二（山本剛史）                                       | 頹喪失望          | 實話實説坦桑石 | 中園勇也 | 横井健司          | 9月2日        |
| 第24集 | 書道教室で大ピンチ！ 書法教室遇到大危機!                           | 金釘一筆（小倉一郎）                                       | 笨手笨腳嗶        | 糖果碧璽石     | 青木万央 | 横井健司          | 9月9日        |
| 第25集 | 魔法戦士ユリア登場！ 魔法戰士尤利婭登場!                           | 川口繪理（最上Moga）                                       | 不用你們管可麗餅  | 好人石榴石     | 藤平久子 | 平野勝利          | 9月16日       |
| 第26集 | 発覚！正彦先輩の正体！ 發覺! 正彥學長的真面目!                     | 味川羽西子（延命杏咲実）                                   | 引人注目朱麗葉    | 修復坦桑石     | 松井香奈 | 平野勝利          | 9月23日       |
| 第27集 | 最強！ユリアとマジョカアイリス 最強! 尤利婭與彩虹魔光杖            | 風船太郎（本人）                                           | 徒勞無功藝人      | 紀念黃晶       | 藤平久子 | 倉橋龍介          | 9月30日       |
| 第28集 | 5人の力で！邪魔彦と対決 五個人的力量! 與邪魔彥對決                 |                                                            |                   |                | 藤平久子 | 倉橋龍介          | 10月7日       |
| 第29集 | マジカル☆ハロウィンナイト 魔法☆萬聖節前夜                          |                                                            |                   |                | 中園勇也 | 平野勝利          | 10月14日      |
| 第30集 | とらわれたマジマジョピュアーズ！ 被囚禁的魔力純心！                | 拓美（森本尚子） 女子高生→拓美本体（渡辺優奈）             | 拓美              |                | 松井香奈 | 横井健司          | 10月21日      |
| 第31集 | 仲間を信じて！新たなパワー 相信夥伴! 新的力量                      | 嫉美（坂口茉琴） 偏見（春木生）                            | 嫉美、偏見        |                | 松井香奈 | 横井健司          | 10月28日      |
| 第32集 | 覚醒！モモカのハートルビー 覺醒! 萌萌果的心之紅寶石                |                                                            |                   |                | 青木万央 | 倉橋龍介          | 11月4日       |
| 第33集 | 大決戦！ロイヤルフォームでピュアライズ 大決戰! 用皇家魔式來淨化    |                                                            |                   |                | 青木万央 | 倉橋龍介          | 11月11日      |
| 第34集 | 新たな敵・グラン魔登場！ 新的敵人·祖魔登場!                        | 桂川由美子(横澤夏子)                                       | 怒火中燒          | 變身蛋白石     | 中園勇也 | 西海謙一郎        | 11月11日      |
| 第35集 | 大人モモカ、クラブに潜入！ 大人萌萌果、潛入俱樂部!                 | DJ大門淳平(古坂大魔王）                                    | 抽泣              | 翻譯紫黃晶     | 青木万央 | 西海謙一郎        | 11月25日      |
| 第36集 | マジマジョVS美魔女！ 魔力純心VS美魔女!                             | 露露多夫人（春菜愛） 秘書（鈴木ふみ奈） 研究者（木村麻美） | 焦躁夫人          | 插畫石榴石     | 松井香奈 | 平野勝利          | 12月2日       |
| 第37集 | 発覚！モモカの秘密 發覺! 萌萌果的秘密                              | 林守道（洼田正孝）                                         | 好吃懶做          | 光滑細膩蛋白石 | 中園勇也 | 平野勝利          | 12月9日       |
| 第38集 | ハッピー♡マジカルクリスマス! Happy♡魔力聖誕節!                     | 喜吉三太（野添義弘）                                       | 討厭              | 減速翡翠       | 藤平久子 | 横井健司          | 12月16日      |
| 第39集 | お母さんが魔法戦士！？ 媽媽是魔法戰士?!                            |                                                            |                   |                | 松井香奈 | 横井健司          | 12月23日      |
| 第40集 | 誕生！？マジョカプリンセス 誕生?!魔鏡公主                          |                                                            |                   |                | 中園勇也 | 倉橋龍介          | 2019年 1月6日 |
| 第40集 | ユリアの大好き、見つけた！ 尤利婭的最愛、找到了!                   | 大森次郎（渡辺大） 大森一郎（麿赤兒）                      | 放棄拉麪          | 帥哥月長石     | 中園勇也 | 倉橋龍介          | 1月13日       |
| 第42集 | 目指せ！リンのマンガ道 目標!小凜的漫畫之路                         | 今井若葉（上野なつひ）                                     | 截稿日緊巴巴      | 幸運翡翠       | 青木万央 | 平野勝利          | 1月20日       |
| 第43集 | ミツキ、ダンスに挑戦！ 美月、舞蹈挑戰!                             | 岡薩雷斯前田（大澄賢也）                                   | 油膩中年          | 時光機器黃晶   | 青木万央 | 平野勝利          | 1月27日       |
| 第44集 | 帰ってきた邪魔男爵！ 歸來的邪魔男爵!                               | 今井若葉（上野なつひ）                                     | 瞭如指掌          | 尋找發現蛋白石 | 藤平久子 | 横井健司          | 2月3日        |
| 第45集 | 行くぜベイビー！モモカVSダメ之丞 上吧Baby! 萌萌果VS無望之丞        | 桝可可雄（長谷川朝晴）                                     | 無望之丞          | 永不放棄之石   | 松井香奈 | 横井健司          | 2月10日       |
| 第46集 | ムダ子・約束のタイムカプセル 無用子·約定的時間膠囊                 | 信子（蔵下穂波）                                           | 無用子            | 永不放棄之石   | 藤平久子 | 平野勝利          | 2月17日       |
| 第47集 | 笑って・ムリ太郎 笑起來·無理太郎                                   | 巴尼斯稲葉（田本清嵐） 派發傳單的男人（諏訪太朗）          | 無理太郎          | 永不放棄之石   | 中園勇也 | 西海謙一郎        | 2月24日       |
| 第48集 | いざ！魔法界へ 走吧! 去魔法界~                                     |                                                            | 邪魔男爵→邪魔大帝 |                | 松井香奈 | 横井健司          | 3月3日        |
| 第49集 | 邪魔大帝との最終決戦！ 與邪魔大帝的最終決戰!                       |                                                            | 邪魔男爵→邪魔大帝 |                | 青木万央 | 倉橋龍介          | 3月10日       |
| 第50集 | きらめく魔法でピュアライズ！ 用閃耀的魔法來淨化!                   |                                                            | 邪魔男爵→邪魔大帝 |                | 青木万央 | 倉橋龍介          | 3月17日       |
| 第51集 | マジマジョピュアーズ！は永遠に 魔力純心！直到永遠                  |                                                            |                   |                | 藤平久子 | 横井健司 倉橋龍介 | 3月24日       |

## 播放局
| 播放期間                     | 播放時間             | 播放局       | 地域           | 備考              |
| ---------------------------- | -------------------- | ------------ | -------------- | ----------------- |
| 2018年4月1日 - 2019年3月24日 | 星期天 9:00 - 9:30   | 東京電視台   | 關東廣域圏     | 製作局            |
|                              |                      | 北海道電視台 | 北海道         |                   |
|                              |                      | 愛知電視台   | 愛知縣         |                   |
|                              |                      | 大阪電視台   | 大阪府         |                   |
|                              |                      | 瀨戶內電視台 | 岡山縣・香川縣 |                   |
|                              |                      | TVQ九州放送  | 福岡縣         |                   |
| 2018年4月10日 - 2019年4月2日 | 星期二 17:00 - 17:29 | BS東視       | 日本全國       | BS/BS4K廣播       |
| 2018年5月5日 - 2019年4月27日 | 星期六 8:30 - 9:00   | Kids Station | 日本全國       | CS廣播 / 重復廣播 |

| 串流期間       | 串流時間          | 串流平台 | 備注                                  |
| -------------- | ----------------- | --- | ------------------------------------- |
| 2018年4月2日 - | 星期天 0:00 更新  | あにてれ | 收費串流 第1集和最新集數1星期限定免費 |
|                |                   | Paravi Amazon Prime Video Google Play HAPPY！動画 J:COMオンデマンド  ビデオマーケット Rakuten TV TSUTAYA TV | 收費串流                              |
|                | 星期三 10:00 更新 | タカラトミーチャンネル（YouTube）                                                                                        | 最新集數1周限定串流                   |

## 客串

### 電視劇
「秘密×戰士 幻影甜心！」 第7話
愛乃萌萌果 - 三好佑季
白雪凜 - 隅谷百花
花守美月 - 鶴屋美咲
星奈汐裡 - 小川桜花
虹色尤莉婭 - 増田來亜
「警察×戰士 愛心巡護！」 第43話
白雪凜 - 隅谷百花
花守美月 - 鶴屋美咲
星奈汐裡 - 小川桜花
虹色尤莉婭 - 増田來亜
「摯友×戰士 閃耀能量！」 第29話
星奈汐裡 - 小川桜花

### 電影
「秘密X戰士 幻影甜心 劇場版 大家一起來看電影喔」
2020年7月23日公開。
「劇場版警察×戰士愛心巡護！ ～來自怪盜的挑戰！讓我們一起愛吧！ ～」
2021年4月29日公開。
白雪凜 - 隅谷百花
花守美月 - 鶴屋美咲
星奈汐裡 - 小川桜花
虹色尤莉婭 - 増田來亜

## 關連商品

### 漫畫
和前作的「偶像×戰士 奇蹟之音！」有差別，沒有於「Ciao」進行漫畫化連載。
「魔法×戦士 マジマジョピュアーズ! 〜マジカルな毎日〜」 - 「Pucchigumi」、2018年5月號（3月31日發售） - 。作者為ハラミユウキ。

### DVD-BOX
| 卷 | 發售日         | 收錄集數        | 規格品番   | 初回特典                         |
| -- | -------------- | --------------- | ---------- | -------------------------------- |
| 1  | 2018年11月28日 | 第1集 - 第15集  | ZMSZ-12641 | DVD限定魔鏡寶石 「時間機器黃晶」 |
| 2  | 2019年2月27日  | 第16集 - 第35集 | ZMSZ-12902 | DVD限定魔鏡寶石 「改變坦桑石」   |
| 3  | 2019年5月29日  | 第36集 - 第51集 | ZMSZ-13153 | 「魔力純心！」特製貼紙           |

## 衍生女子組合「magical²」
為了節目而組成的女子組合。讀法為「マジカルマジカル」。作品中主演魔法戰士魔力純心的成員5人除了獻唱了主題曲，還參加了全國各地舉行的活動。5人都出身自EXPG STUDIO。2019年5月12日，發表本體制結束活動。
隅谷、鶴屋、小川和増田的4人，從2019年3月29日開始作為LDH JAPAN所屬的女子組合Girls²的成員活動，由2019年4月至2021年3月於電視節目「おはスタ」中作為おはガール常規出演，擴大了活動範圍。
而於magical2官方Twitter發表「發展不同的道路」的三好，2021年2月發表成為PLATINUM PRODUCTION所屬藝人，同年4月1日開始作為Shibu3 project的成員活動。

### 成員
- 愛乃萌萌果（三好佑季）
- 白雪凜（隅谷百花）
- 花守美月（鶴屋美咲）
- 星奈汐里（小川桜花）
- 虹色尤莉婭（増田來亜）

＊使用角色名稱活動
|            | 發售日         | 標題                                   | 規格品番                                | 規格品番   | 規格品番            |
| 初回限定盤 | 發售日         | 標題                                   | 通常盤                                  | 期間限定盤 |                     |
| ---------- | -------------- | -------------------------------------- | --------------------------------------- | ---------- | ------------------- |
| 1st        | 2018年6月13日  | 愛について♡/超ラッキー☆                | AICL-3522 AICL-3523                     | AICL-3524  | AICL-3525 AICL-3526 |
| 迷你專輯   | 2018年9月26日  | 晴れるさ☀                              | AICL-3568 AICL-3569                     | AICL-3570  |                     |
| 2nd        | 2018年12月12日 | ミルミル〜未来ミエル〜                 | AICL-3601 AICL-3602                     | AICL-3603  |                     |
| Best Album | 2019年2月13日  | MAGICAL✩BEST -Complete magical² Songs- | AICL-3638 AICL-3639 AICL-3640 AICL-3641 | AICL-3642  |                     |

### 活動
- 「ミラちゅー×マジョピュア」バトンタッチイベント（接捧活動）[12]
  - 2018年3月25日，於太陽城 (東京)舉行。
- 「魔法×戰士 魔力純心！」表演秀（「魔法×戦士 マジマジョピュアーズ!」パフォーマンスショー）[13]
  - 由2018年4月至7月於幕張、伊丹、倉敷和池袋舉行。11月10日於啦啦寶都 東京灣舉行。11月11日於三麗鷗彩虹樂園舉行合作表演秀。
- 「愛について♡」發行活動[14]
  - 由2018年5月至6月於阿倍野、堺、平塚、千葉、土浦、枚方、愛知、立川、柏、大宮等地舉行。
- 2018年日本職業足球聯賽活動
  - 在2018年5月6日於平塚競技場舉行的湘南比馬VS仙台維加泰比賽前出演。
- DANCE EARTH FESTIVAL 2018
  - 7月14日和16日出演。
- 朝日電視台・六本木ヒルズ 夏祭り SUMMER STATION[15]
  - 於8月5日的可口可樂SUMMER STATION 音楽LIVE出演。
- ぷっちぐみプレゼンツ魔法×戦士 マジマジョピュアーズ!マジカルステージ[16]
  - 出演8月25日於橫濱國際平和會議場舉行的ちゃおフェスティバル2018。
- 「晴れるさ☀」發行活動[17]
  - 2018年9月於堺、佐賀、大牟田、名古屋、土浦、立川和阿倍野舉行。
- B聯賽・東京電擊戰表演秀（パフォーマンスショー）
  - 2018年10月7日、11月23日、12月26日和2019年1月30日於立川立飛體育館舉行。
- 「ミルミル 〜未来ミエル〜」發行活動[18]
  - 2018年10月 - 12月於 文京區、立川、筑波、枚方、金山、与野、多摩、大宮、泉南、堺、江東区、成田、昭島、柏和愛知舉行。12月29日(六)於東京舉行「magical² シークレットパーティー2018」。
- 「第4回ナカGフェス」[19]
  - 10月17日於新宿ReNY舉行。共演者有Tsubaki Factory、RYUTist和南端まいな
- 「magical☆best」發行活動
  - 2019年1月 - 2月於大高、名古屋、千葉、岡山、熊本、大宮、柏、江東区、鷲宮、八尾、昭島、愛知、堺、茨城、阿倍野、立川舉行。

### 單獨演唱會
- magical² LIVE Magic♡[20]
  - 2018年11月18日春日部市民文化会館
  - 11月25日エブノ泉の森ホール
  - （各兩次公演）
- magical2 SPECIAL LIVE[21]
  - 2019年3月2日、3日久喜総合文化会館(兩日兩次公演)
  - 3月10日一宮市民会館（兩次公演）
  - 3月21日久留米シティプラザ（兩次公演）
  - 3月29日、30日大阪國際交流中心(兩日兩次公演)

### 傳媒
- 「「愛について♡／超ラッキー☆」リリーススペシャル」（2018年6月22日、Ameba TV（AbemaRADIOチャンネル））[22]
- おはスタ（2018年9月26日・11月29日・12月12日・2019年2月13日、東京電視台）[23][24][25]

### 其他
- B聯賽・東京電擊啦啦隊[26]
  - 東京電擊 2018‐19 SEASON 官方應援歌「フレフレ」[27]